# Bertil Andersson (motorcykelförare)
Bertil Sigvard ”Getingen” Andersson, född 15 maj 1922 i Skånela församling, Stockholms län, död 9 maj 2000 i Vantörs församling, Stockholm, var en svensk motorcykelförare som utsågs till Årets motorgrabb 1948.
Bertil Andersson körde sin första mc-tävling 1939  och efter andra världskriget började han köra i Motorsällskapet Stockholm. Han körde speedway, isracing, roadracing (TT), motocross, enduro, orientering och backtävlingar.
Under 1946-47 hann han med 162 tävlingar. 1946 blev Bertil Andersson fyra, och bäste svensk, i Djurgårdsloppet i Helsingfors och han tog efter några års tävlande 36 förstaplatser och flera andra- och tredjeplatser. Han var landslagsman i både scramble (motocross) och i speedway två gånger och tre gånger var han med och vann lag-SM i isracing.
1950 arbetade Bertil Andersson hos bilfirman Hans Ostermans och köpte där en av de två första AJS 7R som kom till Sverige. Han startade i Hedemoraloppet 1951 och hade i två år 350cc-klassens varvrekord på Hedemorabanan. Han vann det inofficiella Svenska Mästerskapet i TT 1951 före Ragge Sunnqvist. 1952 blev ordningen omvänd.
Under sin aktiva karriär körde han 436 tävlingar.
Bertil Andersson fick en midja som en geting när han satte på njurbältet och det var en speaker i Krylbo som under en motocrosstävling gav honom smeknamnet Getingen. Det var han som gav inspiration till Motorsällskapet Stockholms namn på sitt speedwaylag, Getingarna.
Bertil Andersson är gravsatt i minneslunden på Skogskyrkogården i Stockholm.

## Resultat (urval)

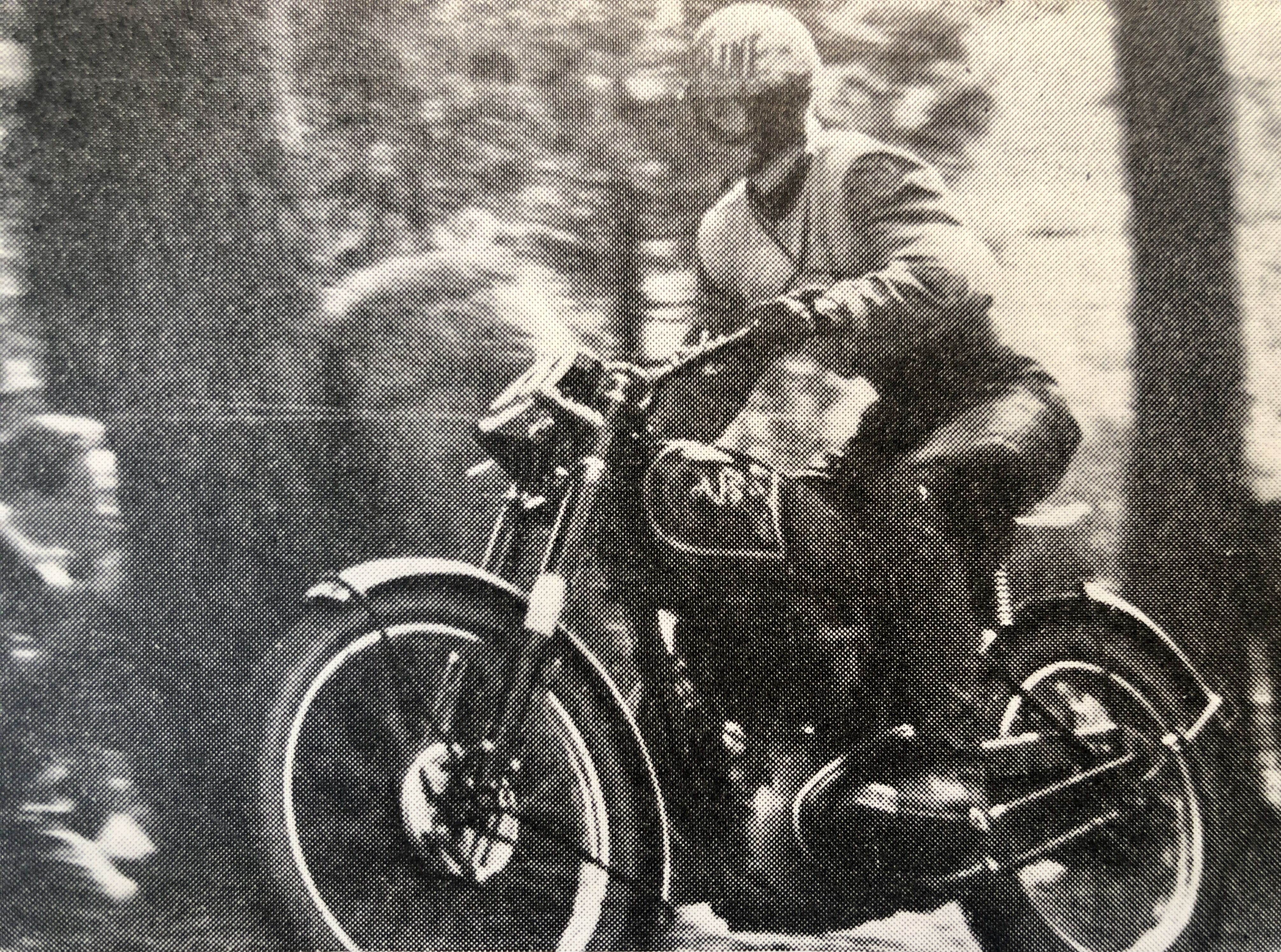
Motocross på Saxtorp

- 1946 Enduro, Novemberkåsan. SMK Uppsala, 3:e plats.
- 1947 Enduro, Shellkannan. Matchless, 2:a plats.
- 1949 Enduro, Novemberkåsan. SMK Örebro, 8:e plats.
- 1949 Isracing, SM-final Stadion. 1:a plats.
- 1949 Motocross, Motocross des Nations, Skillingaryd. Matchless, 3:e plats.
- 1950 Road racing, Hedemora TT. AJS 7R 500cc, 3:e plats.
- 1950 Road racing, Hedemora TT. AJS 7R 350cc 4:e plats.
- 1950 Road racing, Skåneloppet. AJS 7R, 2:a plats.
- 1951 Road racing, Hedemora TT. AJS 7R 350cc, 5:e plats (varvrekord 3.11.4).
- 1951 Road racing, Juneloppet, Jönköping MK. AJS 7R 350cc, 3:e plats.
- 1951 Road racing, Skåneloppet. AJS 7R, 4:e plats.